# Ван Асбек, Петер
Хендрик Ян Петер ван Асбек (нидерл. Hendrik Jan Peter van Asbeck, 26 декабря 1954, Гаага, Нидерланды) — нидерландский хоккеист (хоккей на траве), полевой игрок. Участник летних Олимпийских игр 1984 года.

## Биография
Петер ван Асбек родился 26 декабря 1954 года в нидерландском городе Гаага.
Играл в хоккей на траве за «Клейн Звитсерланд» из Гааги.
Выступал за сборную Нидерландов в сезоне-1983/1984, провёл 18 матчей, забил 2 мяча.
В 1984 году вошёл в состав сборной Нидерландов по хоккею на траве на летних Олимпийских играх в Лос-Анджелесе, занявшей 6-е место. Играл в поле, провёл 7 матчей, забил 1 мяч в ворота сборной Канады.

## Семья
Отец — барон Хенрик Ян ван Асбек (1924—2011), личный секретарь принцессы Нидерландов Беатрикс и принца Клауса ван Амсберга. Мать — Соня Франсиска Дриссен (1924-2018). Поженились в 1954 году.
Младший брат Эваут ван Асбек (род. 1956) также выступал за сборную Нидерландов по хоккею на траве, в 1984 году участвовал в летних Олимпийских играх в Лос-Анджелесе. В семье был ещё один ребёнок.